# Gaby Berger
Gaby Berger (* 14. Januar 1952 in Überlingen) ist eine deutsche Schlagersängerin, die Ende der 1960er Jahre bekannt wurde und sich einige Jahre auf dem Schlagermarkt halten konnte.

## Leben
Gaby Berger sang während ihrer Schulzeit in der Schülerband „The Briskers“. Später wurde sie von Regisseur Dieter Pröttel im Talentschuppen vorgestellt. Daraufhin erhielt sie einen Schallplattenvertrag und konnte 1969 ihre erste Single Der große Fisch aufnehmen. Das Lied wurde bereits ein Erfolg, sodass sie im selben Jahr beim Deutschen Schlagerwettbewerb teilnehmen konnte. Dort sang sie den Titel Wenn einer dir 1000 Küsse verspricht. Wenngleich sie damit nicht gewann, konnte sich das Lied in den Hitparaden platzieren und die Single über 100.000 mal verkaufen. Damit wurde sie als eine der besten Nachwuchssängerinnen gewählt. Der später international sehr bekannte Produzent und Komponist Giorgio Moroder war einer der Produzenten der jungen Künstlerin.
Mit ihren weiteren Aufnahmen trat Berger in mehreren Fernsehsendungen wie ZDF-Hitparade, Aktuelle Schaubude oder Die Drehscheibe auf. 1971 war Berger die Vertreterin Deutschlands beim Festival Internacional de la Cancion Atlantico auf Teneriffa. Im selben Jahr hatte sie einen weiteren Erfolg mit Zwei Karten für's Kino. Sowohl dieser Titel als auch Wenn einer dir 1000 Küsse verspricht werden bis heute gelegentlich bei Wunschkonzerten im Radio gespielt. Nach 1974 nahm Berger fast 30 Jahre lang keine Schallplatten mehr auf; sie ging in einen bürgerlichen Beruf. Im Juli 2001 bzw. Mai 2002 erschien von ihr jedoch wieder eine neue Maxi-CD. Darauf befindet sich der neue Titel Manchmal träumen die Sterne und eine neue Version ihres Hits von 1969 Wenn einer dir 1000 Küsse verspricht.

## Diskografie
In ihrer Karriere als Schlagersängerin hat Gaby Berger folgende Singles aufgenommen:
- 1969: Der große Fisch / Liebesgrüße aus Luxemburg (Hansa)
- 1969: Wenn einer dir 1000 Küsse verspricht / Mit 17 sind Träume so schön (Hansa)
- 1969: Du bist nicht der Weihnachtsmann / Superboy (Hansa)
- 1970: Rot wie die Kirschen / Manolito (Hansa)
- 1970: Loopie Loopie / Ruf nicht gleich die Feuerwehr (Hansa)
- 1971: Stein für Stein / Wer weint ist selber schuld daran (Hansa)
- 1971: Zwei Karten für's Kino / Christian (Zonneschijn) (Hansa)
- 1971: Hast Du wirklich … / Heut schlägt mein Herz Alarm (als „Gaby & Bernd“; Duette mit Bernd Apitz) (Golden 12)
- 1972: Heute wollen wir leben / Es gibt so viele Mädchen (Hansa)
- 1972: Ich hab' ein Herz, das schenk' ich dir / Der Morgen der ersten Liebe (Hansa)
- 1973: Lieb mich, wie dein Herz es will / Deinen schönen Augen kann man nicht vertrauen (Metronome)
- 1974: Leben, um Dich zu lieben / Sheriff Baxter (Metronome)
- 1974: Warum grad ein Fußballspieler / Liebe heißt dies Lied (Jupiter)
- 2001: Manchmal träumen die Sterne / Wenn einer dir 1000 Küsse verspricht (Camouflage)

Weitere Aufnahmen: Adiolé und Wie soll es weitergehn auf der LP „Die großen Erfolge“ (Hansa, 1971) und Schlittenglocken auf der CD „Winterweihnachtsland“.